# Droga wojewódzka nr 614
Droga wojewódzka nr 614 (DW614) – droga wojewódzka łącząca Myszyniec z Chorzelami, długości 37 km. Przebiega w płn.-wsch. części woj.mazowieckiego.

## Miejscowości leżące przy drodze DW614
- Myszyniec (DK53) (DW645)
- Surowe
- Krukowo
- Zaręby
- Chorzele (DK57)